# Willi Dansauer
Willi Dansauer (* 24. November 1907 in Saarbrücken; † 12. Dezember 1937 ebenda) war ein deutscher Nationalsozialist und SS-Führer.

## Leben
Willi Dansauer wurde 1907 als Sohn eines Saarbrücker Dachdeckermeisters geboren. Er besuchte die evangelische Volksschule und lernte anschließend Einzelhandelskaufmann in einem Buch- und Musikalienhandel in Saarbrücken. Im März 1925 trat er der Deutschnationalen Volkspartei (DNVP) bei. Er war 1925 an der Planung eines Attentats auf Wilhelm Schöttler, dem Leiter des Saarbundes, beteiligt, das jedoch im Vorfeld von der Polizei aufgedeckt wurde. Das folgende Verfahren wurde jedoch auf Grund seines jugendlichen Alters eingestellt.
Zum 1. Februar 1932 trat er der NSDAP bei (Mitgliedsnummer 894.349) und wurde gleichzeitig Mitglied der SS (SS-Nummer 40.671). In dieser bekleidete er zunächst das Amt eines Truppenführers.  Am 2. April 1932 wurde er in die Landesleitung der NSDAP-Saar berufen. Dort kümmerte er sich nach dem Verbot der SS im Saargebiet um die Schaffung einer Tarnorganisation namens „Nationale Opfergemeinschaft“. Er wurde Vertrauter von Gauleiter Alois Spaniol und knüpfte Kontakte zur Gestapo in Trier. 
Als Spitzel stand er 1934 kurz vor der Verhaftung durch die Regierungskommission des Saargebietes und floh in das Reichsgebiet, wo er als Inspekteur der SS eingesetzt wurde und später zur Berliner Reichsführung SS wechselte. Am 9. November 1935 erreichte er den Rang eines SS-Hauptsturmführers. Nach dem Anschluss des Saargebiets kehrte er ins Saarland zurück und übernahm die Leitung der Verbrauchergenossenschaft. Am 1. August 1936 wurde er als Bibliothekar in der Stadtbibliothek Saarbrücken beschäftigt.
Dansauer litt seit 1933 an den Folgen eines Verkehrsunfalls, bei dem ihm ein Bein amputiert werden musste, und war schwer drogenabhängig. Er verstarb am 12. Dezember 1937.